# United Kingdom Infrared Telescope
Lo United Kingdom Infrared Telescope (UKIRT) è un telescopio britannico per osservazioni in banda infrarossa situato presso l'osservatorio di Mauna Kea. È stato inaugurato (prima luce) nel 1979 ed è in programma che venga decommissionato a seguito della costruzione del Thirty Meter Telescope.